# Болдуин де Бетюн
Балдуин Бетюнский или Бодуэн де Бетюн (фр. Baudouin de Béthune; ок. 1158 — 13 октября 1212) — французский рыцарь из дома де Бетюн в графстве Артуа и крестоносец, был близким товарищем сменявших друг друга английских королей. После брака с Хависой, графиней Омальской (1179—1214), он стал графом Омальским с обширными поместьями в Англии.

## Происхождение
Болдуин был третьим сыном Роберта V Рыжего (оку. 1130—1191), потомственного сеньора де Бетюн, и защитника аббатства Сен-Вааст в Аррасе, и его жены Алисы (Аделаиды) (? — 1182), дочери Хью III, графа Сен-Поля . Дата его рождения неизвестна, но это должно было быть незадолго до 1160 года, вероятно, в Бетюне.

## Карьера
Его карьера была рыцарем на королевской службе, но не у королей его родной Франции, а у их английских противников.
В 1170 году, будучи ещё подростком, он вместе со своим давним другом Уильямом Маршалом был при дворе Генриха, Молодого Короля. В 1180 году на большом международном турнире в Ланьи-сюр-Марн он был рыцарем-баннеретом, возглавляя фламандскую команду, а Уильям Маршал возглавлял английскую команду.
Около 1187 года он был награждён своим первым землевладением в Англии, а когда-то король Англии Ричард I Львиное Сердце добавил к нему владение несколькими другими поместьями. Это не только давало ему доход, но и, что не менее важно в те времена, добавляло к его рыцарскому званию статус феодального землевладельца.
В 1191 году он был с контингентом Ричарда в Третьем крестовом походе в Палестину, где умер его отец Роберт, который был с фламандским контингентом. Когда в 1192 году Ричард отправился инкогнито домой, Балдуин был с ним. Они были выброшены на берег во время декабрьского шторма недалеко от Аквилеи, а переодетый Ричард был схвачен своими австрийскими врагами в гостинице недалеко от Вены.
Балдуин был для него заложником, которого освободили, чтобы организовать выкуп, в который он вложил не только месяцы усилий, но и большую часть своих денег. Помимо наличных денег, чтобы освободить Ричарда, Леопольд V, герцог Австрии, хотел двух принцесс, в том числе Элеонору Бретонскую, племянницу Ричарда. В начале декабря 1194 года Балдуин был отправлен с двумя принцессами в Вену и сказал, что, если он не явится с ними, он буден лишен жизни. Прежде чем они прибыли, герцог Леопольд Австрийский умер, а вместе с ним и смертельная угроза.
В 1195 году Балдуин женился на графине Хависе Омальской, крупной англо-нормандской наследнице, получив через свою жену обширные земли и титул графа Омальского. Однако сами земли Омаль были потеряны вскоре после этого в 1196 году, когда французы захватили и аннексировали их. В 1197 году Балдуин был одним из английских делегатов на выборах племянника Ричарда Оттона IV Брауншвейгского императором Священной Римской империи.
Когда Иоанн Безземельный сменил Ричарда на посту короля Англии в 1199 году, Балдуин де Бетюн изначально находился в его ближайшем окружении. В 1200 году он был одним из гарантов Иоанна по миру, подписанному с французским королем Филиппом Августом, а в следующем году он был одним из лиц, подписавших королевский грант. После этого он, по-видимому, стал менее близок к королю и, без сомнения, занялся управлением как обширными поместьями жены, так и своими собственными владениями в Англии.
13 или 14 октября 1212 года он умер, вероятно, в доме Хавизы в Берствике в Йоркшире, и был похоронен в доме капитула в аббатстве Мо, от которого ничего не осталось. 3 ноября 1212 года Хависа пообещала королю 5000 марок (тогда 3333 фунта стерлингов, что эквивалентно более 3 миллионам фунтов стерлингов в 2014 году), чтобы сохранить свои земли и избежать четвёртого брака.
После смерти своего отца в 1199 году он стал адвокатом аббатства Шок и гарантировал его права и привилегии. После его смерти в память о его пожертвованиях аббат и монахи ежедневно молились за его душу и отслужили торжественную мессу в годовщину его смерти.

## Брак и семья
Король Англии Генрих II Плантагенет пообещал и Уильяму Маршалу и Болдуину де Бетюну, что найдет им богатых наследниц для женитьбы, и в 1189 году устраивал брак Балдуина с наследницей Шатору во французской провинции Берри, но в том же году скончался. Его сын и преемник Ричард Львиное Сердце вместо этого отдал её французскому дворянину, сказав, что найдет кого-нибудь получше для Балдуина.
Только в 1194 году, когда Ричард вернулся в Англию из крестового похода и плена, он выполнил обещание и подарил Балдуину дважды овдовевшую Хавизу Омальскую. Их свадьба состоялась в соборе Зееса в Нижней Нормандии, и Ричард оплатил как празднование, так и свадебное путешествие в Англию.
Вскоре после этого у Балдуина и Хависа родилась дочь Алиса де Бетюн (? — 1215), без сомнения названная в честь его матери. Ещё будучи ребёнком, она была помолвлена в 1203 году с Уильямом Маршалом Младшим, сыном Уильяма Маршала и Изабеллы Пембрук. Как наследница Балдуина, в договоре было указано, что она передаст мужу все его земли в Англии. Земли Хависы должны были перейти к её сыну Уильяму де Форсу. Алиса ненадолго пережила своего отца, умерла в подростковом возрасте, не имея детей.
Некоторые источники утверждают, что Балдуин был предком рода Бетюн в Шотландии, которые начали появляться в местных записях вскоре после его смерти. Хотя некоторых зовут Джоном, именем одного из братьев Балдуина, а некоторых Робертом, именем другого брата, никого никогда не звали Балдуином.
На самом деле у Балдуина был сын по имени Балдуин, законный от краткого раннего брака или незаконнорожденный, не зарегистрировано. Он, по-видимому, поселился в Нортгемптоншире, сначала в Гринс-Нортоне в качестве арендатора своего зятя Уильяма Маршала младшего, к тому времени 2-го графа Пембрука, а позже в Гейтоне, где в 1240 году он воспользовался правом представления, хотя поместье принадлежало его двоюродному брату Роберту VII, сеньору де Бетюн. Он женился на женщине по имени Джоан, но о детях ничего не известно. Он не унаследовал сеньорию Шок, которая была в руках младшего брата Балдуина Джона в 1219 году. Этот Балдуин, описанный как Baldevinus filius Comitis de Albemarle, возможно, был Балдуином де Бетюном, который стал сеньором Адрианополя в Латинской империи Константинополя. В качестве альтернативы Балдуин Адрианопольский мог быть сыном Конона из Бетюна, носившего византийские титулы протовестиария и севастократора.

## Земельные владения
Список земель, принадлежащих Балдуину Бетюнскому по его собственному праву, а не через его жену.
В Англии с использованием границ графств, действовавших в то время, ему принадлежали Лутон (Бедфордшир)
; Уэнтендж (Беркшир); Овингтон, Полхэмптон и Аппер-Клатфорд (Хэмпшир); Рашден (Хартфордшир); Брабурн , Кемсинг и Саттон-Валенс (Кент); Фоулшем и Ролшетем (Норфолк); Гринс-Нортон и Волластон (Нортгемптоншир); Хазелбери-Планкетт (Сомерсет); Северн-Сток (Вустершир) и Хедон (Йоркшир).
Вор Франции ему принадлежали Шок, Эек, Лапюнуа, Вестрозебеке, Сен-Пер-Мениль и Сен-Совёр.